# Woolscott
Woolscott – osada w Anglii, w hrabstwie Warwickshire. Leży 22 km na wschód od miasta Warwick i 118 km na północny zachód od Londynu.